# Ellenboro (Virginie-Occidentale)
Pour les articles homonymes, voir Ellenboro.
Ellenboro est une ville américaine située dans le comté de Ritchie en Virginie-Occidentale.
Selon le recensement de 2010, Ellenboro compte 363 habitants. La municipalité s'étend sur 0,13 milles carrés (0,34 km2).
D'abord appelée Shumley, la ville prend par la suite d'Ellenboro en l'honneur d'Ellen Mariah Williamson. Première receveuse des postes locale, elle est la fille de John Williamson, qui a laissé un droit de passage à la Baltimore and Ohio Railroad pour construire le chemin de fer,. Créée en 1903, la municipalité annexe la ville voisine de Lamberton en 1989.